# Ungarische Eishockeyliga 1977/78
Die Saison 1977/78 war die 41. Spielzeit der ungarischen Eishockeyliga, der höchsten ungarischen Eishockeyspielklasse. Meister wurde zum insgesamt 15. Mal in der Vereinsgeschichte Ferencvárosi TC.

## Modus
In der Hauptrunde absolvierte jede der vier Mannschaften insgesamt 18 Spiele. Die beiden Erstplatzierten der Hauptrunde qualifizierten sich für das Meisterschaftsfinale. Für einen Sieg erhielt jede Mannschaft zwei Punkte, bei einem Unentschieden gab es einen Punkt und bei einer Niederlage null Punkte.

## Hauptrunde

### Tabelle
|    | Klub                      | Sp | S  | U | N  | Tore   | Punkte |
| -- | ------------------------- | -- | -- | - | -- | ------ | ------ |
| 1. | Ferencvárosi TC           | 18 | 14 | 2 | 2  | 107:58 | 30     |
| 2. | Újpesti Dózsa SC          | 18 | 10 | 3 | 5  | 84:65  | 23     |
| 3. | Alba Volán Székesfehérvár | 18 | 6  | 3 | 9  | 71:101 | 15     |
| 4. | Budapesti Vasutas SC      | 18 | 2  | 0 | 16 | 49:87  | 4      |

Sp = Spiele, S = Siege, U = unentschieden, N = Niederlagen, OTS = Overtime-Siege, OTN = Overtime-Niederlage, SOS = Penalty-Siege, SON = Penalty-Niederlage

## Playoffs

### Spiel um Platz 3
- Alba Volán Székesfehérvár – Budapesti Vasutas SC 1:2 (3:4, 8:5, 3:5)

### Finale
- Ferencvárosi TC – Újpesti Dózsa SC 2:1 (6:3, 3:4, 6:3)